# Universitatea din Basel
Universitatea din Basel (în germană Universität Basel) este  o instituție de învățământ superior din Basel. Este cea mai veche universitate din Elveția. Clasamentul academic al universităților din lume în 2011 a plasat Universitatea din Basel pe locul 86. Universitatea este inclusă în asociația universităților din Europa, Rețeaua Utrecht de cooperare europeană interuniversitară.
În 2016, Universitatea acea 12.852 de studenți și 377 de profesori. 24% dintre studenți erau din alte țări.

## Istorie
Fondarea acestei Universități a fost propusă de Papa Pius al II-lea la 12 noiembrie 1459 printr-o bulă papală. A fost fondată la 4 aprilie 1460. Inițial, universitatea avea patru facultăți tradiționale: arte liberale, medicina, dreptul și teologia. În 1622 a fost înființată biblioteca universitară. Astăzi este cea mai mare din Elveția. În 1818, Facultatea de Arte Liberale a fost reorganizată. O altă reorganizare a avut loc în 1937. Din 1890, femeile au avut posibilitatea să studieze la această universitate.
În cei 500 de ani de istorie ai săi, Universitatea a fost casă pentru Erasmus din Rotterdam, Paracelsus, Daniel Bernoulli, Leonhard Euler, Jacob Burckhardt, Friedrich Nietzsche, Tadeusz Reichstein, Karl Jaspers, Carl Gustav Jung, Karl Barth și Jeanne Hersch. Nouă câștigători ai Premiului Nobel au studiat la această Universitate și doi președinți ai Confederației Elvețiene.

## Structură
- Facultatea de Drept
- Facultatea de Afaceri și Economie
- Facultatea de Medicină
- Facultatea de Psihologie
- Facultatea de Teologie

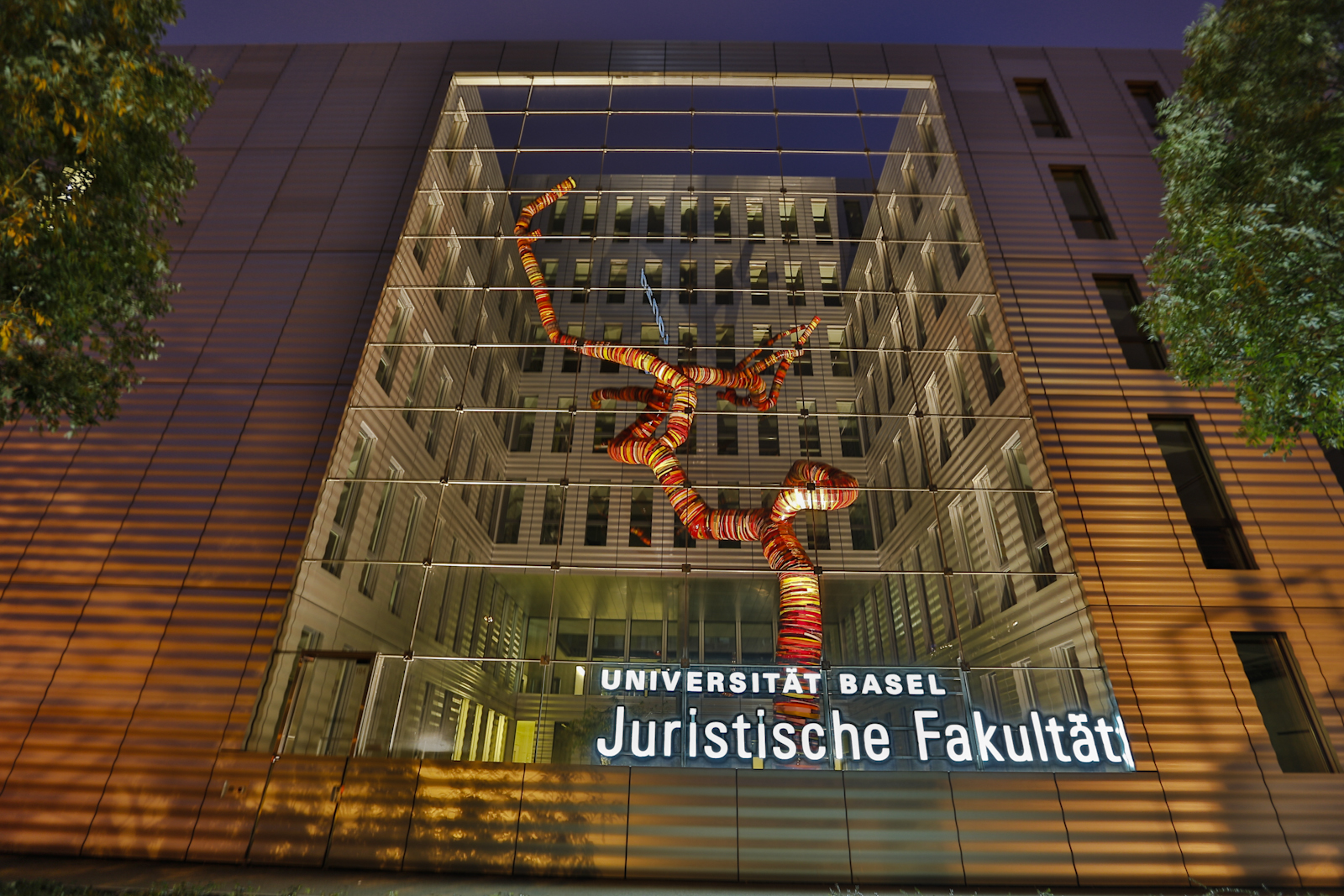
Facultatea de Drept

- Facultatea de Filosofie și Științe Naturale
- Facultatea de Filosofie și Istorie

## Legături externe
- http://www.unibas.ch/en.html Site-ul oficial (engleză)